# Can Themba
Canodoise (Can) Daniel Themba, född 1924 i Marabastad, Pretoria, Gauteng (dåvarande Transvaal), död 1968 i Manzini, Swaziland, var en sydafrikansk författare och journalist. Themba tog en fil. kand. vid University of Fort Hare, och undervisade i engelska vid Western Native High School. Han skildrade i sina noveller med en "romantisk eskapism" de svartas villkor i de sydafrikanska storstäderna, främst i Johannesburgförorten Sophiatown. Som journalist arbetade han för Drum och Golden City Post, tillsammans med bland andra Lewis Nkosi, Nat Nakasa, Bloke Modisane och Es'kia Mphahlele. Ett urval av hans prosa utkom postumt i samlingen The Will to Die (1972).